# 高橋侃
高橋 侃（たかはし なお、1995年10月31日 - ）は、日本の俳優。福島県出身。元パパドゥ（2020 - 2024）所属。coccinelle entertainment (2025 - )所属。

## 来歴
専門学校エビスビューティカレッジを卒業後、ヘアサロン・シマ（SHIMA）にヘアスタイリストとして就職する。ほどなくして雑誌にスナップショットを撮られるようになり、2018-19年秋冬のミラノ・メンズ・コレクションからモデルとしても本格的に活動を始める。2019年9月、自身が最も気になっていた世界である役者業に挑戦するため、シマを退社した。
2020年10月、テレビ朝日のテレビドラマ『先生を消す方程式。』で俳優デビュー。2021年には所属事務所・パパドゥの先輩である江口洋介の付き人に立候補し、江口の演技に刺激を受けながらスタッフとしての動きなども学んだ。

## 人物
- 特技はサッカー、水泳、スノーボード、スケートボード[3]など。
- 「侃」という名前は「自分が正しいと思ったことを、堂々と主張する生きざま」という意味に由来する[1]。

## 出演

### テレビドラマ
- 先生を消す方程式。（2020年10月31日 - 12月19日、テレビ朝日） - 剣力 役[6]
- 風の向こうへ駆け抜けろ（2021年12月18日・25日、NHK総合） - 徳永隆明 役
- ゴシップ#彼女が知りたい本当の〇〇（2022年1月6日 - 3月17日、フジテレビ） - 獏 役
- 卒業タイムリミット 第7話 - 最終話（2022年4月13日 - 5月12日、NHK総合） - 寺木創太 役
- 大河ドラマ 鎌倉殿の13人 第27回・第28回（2022年7月17日・24日、NHK） - 結城朝光 役
- 階段下のゴッホ（2022年9月21日 - 11月9日、TBS） - 栗林一人 役[7]
- ドロップ（2023年6月2日 - 8月4日、WOWOW） - 赤城亨 役
- 連続ドラマW 事件（2023年8月13日 - 9月3日、WOWOW） - 宮内辰哉 役[8]
- 24時間テレビ ドラマスペシャル『虹色のチョーク 知的障がい者と歩んだ町工場のキセキ』（2023年8月26日、日本テレビ） - 丸山虎太郎 役[9]
- シナントロープ（2025年10月6日〈予定〉 - 、テレビ東京） - 塚田竜馬 役[10][11]

### 映画
- 異動辞令は音楽隊!（2022年8月26日公開、ギャガ） - 西田優吾 役
- あちらにいる鬼（2022年11月11日公開、ハピネットファントム・スタジオ）
- 母性（2022年11月23日公開、東宝） - 中谷亨 役[12]
- ファミリア（2023年1月6日公開、キノフィルムズ） - 花山祐介 役
- 映画 イチケイのカラス（2023年1月13日公開、東宝） - 草野英寿 役
- 沈黙の艦隊（2023年9月29日、東宝） - 小村結樹 役
- PERFECT DAYS（2023年12月22日、ビターズ・エンド） - レコードショップの客 役[13]

### 配信
- 頼田朝日の方程式。-最凶の授業-（AbemaTV） - 剣力 役
- 今際の国のアリス シーズン2（2022年12月22日配信、Netflix）
- 沈黙の艦隊 シーズン1 〜東京湾大海戦〜（2024年2月9日、Amazon Prime Video） - 小村結樹 役[14]